# Bernard Adamus
Pour les articles homonymes, voir Adamus.
Bernard Adamus (né le 16 décembre 1977 à Gdynia en Pologne) est un auteur-compositeur-interprète québécois d'origine polonaise. Ses compositions éclectiques en français allient le folk, le blues, le country et parfois le hip-hop.

## Biographie
Né en Pologne à Gdynia, Bernard Adamus émigre au Québec avec sa famille à l'âge de 3 ans. Il grandit à Montréal.
Sur scène, Adamus joue de la guitare et de l'harmonica en plus de chanter.
Il fait parler de lui au réputé Festival en chanson de Petite-Vallée où il remporte six des dix prix décernés en 2009 par le jury, dont celui de la meilleure interprétation. Il a participé au festival Blues sur Seine en 2009, au Festival de la chanson de Tadoussac en 2010 et aux FrancoFolies de Montréal, où il est nommé en 2010 pour le Prix Félix-Leclerc.
En 2010, il remporte également les Francouvertes.
Le 4 mai 2009, Adamus lance Brun, son premier album, enregistré à l'automne et à l'hiver précédent. Il fait suite au single Rue Ontario. L'album Brun, paru sur Grosse Boîte, comprend treize compositions dont La question à 100 piasses (chanson gagnante du Prix Étoiles Galaxie / Radio-Canada en 2009) et Brun (la couleur de l'amour). Suivent l'album Nº 2, sorti le 25 septembre 2012 et Sorel Soviet So What le 25 septembre 2015.
En 2011, il remporte le Prix Félix-Leclerc de la chanson en plus d'être sacré Révélation de l'année au gala de l'ADISQ. Il remporte aussi, cette même année, le prix d'Artiste de la relève au Gala Lys Bleus.
Après une pause de deux ans, il revient sous les feux de la rampe en mai 2019 avec son quatrième album intitulé C’qui nous reste du Texas.

### Scandale
En juillet 2020, à la suite d'une vague de dénonciation liée à #MeToo, Bernard Adamus se fait reprocher des gestes inappropriés. Sur les réseaux sociaux, plusieurs personnes propagent des rumeurs d'inconduite sexuelle,,,, ce qu'il reconnaîtra. Son nom est alors ajouté à la liste Dis son nom. À la suite des allégations, la maison de disque Dare to Care, qui le représentait, met fin à leur relation professionnelle,. Éli Bissonnette, le patron de la maison accusé de l'avoir protégé, démissionne de son poste et commence les négociations avec Béatrice Martin. En 2021, Cœur de pirate rachète le label Dare to Care Records à Eli Bissonnette.
Trois ans après les allégations d'inconduites sexuelles le ciblant, Bernard Adamus fait un retour discret sur la scène musicale. Durant ces trois ans, il avoue avoir fait de la thérapie et être devenu sobre.

## Œuvre

### Discographie
- Brun (album, 3 novembre 2009)
- Rue Ontario (single avec DJ MHMHMH, 27 avril 2010)
- no 2 (album, 25 septembre 2012)
- Sorel Soviet So What (album, 25 septembre 2015)
- C'qui nous reste du Texas (album, 10 mai 2019)
- Chansons à l'huile (album, 29 février 2024)

## Prix et distinctions
2009
- Prix Echo pour la chanson "La question à 100 piasses" (Société canadienne des auteurs, compositeurs et éditeurs de musique)
- Prix Artistique pour la meilleure interprétation
- Prix de la guitare Boucher
- Prix du Roseq / et invitation à la Rencontre d’automne
- Prix Desjardins de l’Audace
- Prix Pauline-Julien SODEC
- Prix Étoile Galaxie pour la chanson La question à 100 piasses, ex aequo avec Julie Valois.

2010
- Grand prix de la relève musicale Archambault[15]
- Première place aux Francouvertes
- Révélation de l'année à l'ADISQ

2011
- Prix Félix-Leclerc de la chanson
- Prix Artiste de la relève au Gala Lys Blues
- Prix Félix de la révélation

2016
- Album de l'année alternatif à l'ADISQ - Sorel Soviet So What